# Massif montagneux du Cinto
Massif montagneux du Cinto este o arie protejată (sit de importanță comunitară — SCI) din Franța întinsă pe o suprafață de 13.806 ha, integral pe uscat.

## Localizare
Centrul sitului Massif montagneux du Cinto este situat la coordonatele 42°25′06″N 8°59′13″E / 42.41833°N 8.98694°E.

## Înființare
Situl Massif montagneux du Cinto a fost declarat arie specială de conservare în baza directivei 92/43 din 1992 referitoare la conservarea habitatelor naturale și a faunei și florei sălbatice pentru a proteja 3 specii de plante și 17 specii de animale.

## Biodiversitate
Situată în ecoregiunea mediteraneană, aria protejată conține 13 habitate naturale: Lande oro-mediteraneene cu formațiuni endemice de grozamă, Liziere de ierburi înalte hidrofile de câmpie și de nivel montan până la alpin, Grohotișuri silicioase de la nivelul montan până la nivelul zăpezii (Androsacetalia alpinae și Galeopsietalia ladani), Păduri de Quercus ilex și Quercus rotundifolia, Păduri mediteraneene de Taxus baccata, Matorral arborescenți cu Juniperus spp., Păduri de pin mediteraneene cu pini mezogeni endemici, Păduri de Castanea sativa, Galerii de Salix alba și de Populus alba, Pajiști alpine și subalpine calcaroase, Păduri de pin (sub-) mediteraneene cu pini negri endemici, Pante stâncoase silicioase cu vegetație casmofită, Păduri endemice cu Juniperus spp..
La baza desemnării sitului se află mai multe specii protejate:
- plante (3): Botrychium simplex, Buxbaumia viridis, Euphrasia genargentea
- amfibieni (2): Discoglossus montalentii, Discoglossus sardus
- mamifere (10): liliac cârn (Barbastella barbastellus), Cervus elaphus corsicanus, liliac cu aripi lungi (Miniopterus schreibersii), liliac cu urechi mari (Myotis bechsteinii), liliac cu picioare lungi (Myotis capaccinii), liliac cărămiziu (Myotis emarginatus), Ovis gmelini musimon, liliacul mediteranean cu potcoavă (Rhinolophus euryale), liliacul mare cu potcoavă (Rhinolophus ferrumequinum), liliacul mic cu potcoavă (Rhinolophus hipposideros)
- nevertebrate (3): croitorul mare al stejarului (Cerambyx cerdo), Papilio hospiton, Rosalia alpina
- pești (1): salmo cettii (Salmo cetti)
- reptile (1): Euleptes europaea

Pe lângă speciile protejate, pe teritoriul sitului au mai fost identificate 40 de specii de plante, 4 specii de amfibieni, 11 specii de mamifere, 1 specie de nevertebrate, 1 specie de pești, 2 specii de reptile.